# الثعلب (مسلسل)
الثعلب هو مسلسل تلفزيوني مصري عُرض أول مرة سنة 1993 من بطولة نور الشريف وصلاح ذو الفقار وإيمان ومن تأليف إبراهيم مسعود وإخراج أحمد خضر، ويتناول إحدى عمليات الفريق رفعت جبريل حينما كان يعمل ضابطاً في المخابرات العامة المصرية.

## الممثلون

### بطولة
| - نور الشريف: (شوكت فهمي- رفعت جبريل) - إيمان: أوليفيا مسيحية إسرائيلية - سعيد عبد الغني: مستر توماس مسئول في الموساد - فادية عبد الغني: زوجة نور الشريف. - ناهد جبر: من الموساد - عبد الله غيث: (الرئيس محمد أنور السادات) | - صلاح ذو الفقار: (المشير أحمد إسماعيل علي) - مصطفى متولي: عفيفي ضابط بالمخابرات المصرية - سامح الصريطي: مختار عميل للمخابرات المصرية باليونان - عادل هاشم: يحيي مسئول بالمخابرات المصرية - إسماعيل محمود: ضابط بالمخابرات المصرية - يوسف داود: من الموساد |

### بالاشتراك مع
| - محمد أبو داوود: ضابط بالمخابرات المصرية - أحمد حلاوة: عميل للمخابرات المصرية - شعبان حسين: رفعت للمخابرات المصرية باليونان - عبد الله سعد: آدم الزنجي - سهيلة فرحات: (راشيل موظفة بالموساد). - عطية عويس: من الموساد - إيناس مكي: (موظفة بالموساد). - محمود الشاذلي: حارس عمارة شوكت - فيفي يوسف:والدة شوكت - عادل برهام:رمزي عميل للمخابرات المصرية باليونان - يوسف رجائي - يوسف حسين - سحر عبد الله - حسن الديب - عبير جلال | - محمد جبريل:موظف بشركة شوكت - جلال عثمان:عميل للمخابرات المصرية - مديحة أنور - محمد عتريس:عبود خادم شوكت - إيهاب زين العابدين - سمير حسين - محمود جليفون - حسين نظمي - محمود دردير الحسيني:عميل للموساد بمصر - سيد مصطفى - صلاح يحيى - فتحي عمران - محمد وردة - صلاح الدين الحسيني - عمر كريم ضياء الدين:الطفل شادي - ريم كريم ضياء الدين:الطفلة لبنى |

## فريق العمل
| - الموسيقى التصويرية: عمر خيرت - مهندس الديكور:زينب الشايب - تصميم الأزياء:نجوى عبد المجيد - مدير الإضاءة: أيمن سليمان - مدير التصوير الداخلي:محسن السيسي - تصوير:محمد السعدني - محمود الشال - محمد الجمال - أشرف قطقط - مدير التصوير الخارجي:جميل شعبان - إعداد موسيقى:معالي الحفناوي - تصميم المقدمة والنهاية:محمد أبو سيف - مونتاج إليكتروني:أمين عبد الرازق - تسجيل ومونتاج فيديو:محمد عليش - إبراهيم أبو السعود - محمد الحاوي - مراقبة صوت ومكساج:محمود خيري - إسماعيل حافظ - محمود عبد المنعم - نبيل عبد الوهاب - محمد جمال - تتر: الأهرام لخدمات الفيديو - مونتاج التتر:سيد عبد المنعم - توزيع: قطاع الشئون المالية واللإقتصادية بإتحاد الإذاعة والتليفزيون ج. م. ع - مساعدوا الإخراج: محمد نبيل - نبيل الجوهري - حسين ضياء - ياسر زاهر - مساعد المخرج الأول:محمود حسن - مدير إنتاج ثاني:عادل الشوادلي - مدير الإنتاج:سيد أبو السعود - إنتاج قطاع الإنتاج: إتحاد الإذاعة والتليفزيون - المنتج الفني:ممدوح الليثي - الإخراج: أحمد خضر - التأليف: إبراهيم مسعود (معالجة درامية وسيناريو وحوار) - تم التصوير والمونتاج بأستديو 5 - إدارة هندسية:مهندسة لطفية الشاذلي - مهندسو الإستوديو: فاطمة حسين - إيمان لطفي - مديحة إمام - محمد معروف - مراقبة كاميرات:ماجدة رمزي - إبراهيم البنداري | - صيانة هندسية:سيد ليلة - محمود أمين - مراقبة إضاءة:محمد الخطيب - ناهد فارس - م كاميرا: عبد الوهاب عرفة - عبد الله يوسف - محروس عبد العال - علي عطية - عادل شكري - م صوت: عثمان علي - نبيل العدوي - عاطف أبو العينين - محمد أحمد - م إضاءة:الصادق أحمد - فاروق سعد - أمين عبد النبي - سمير حسن - محمد عبد التواب - جمال تهامي - أحمد السيد - رجب إبراهيم - لطفي شوباك - م. صيانة:رجب سليمان - علي إسماعيل - حفظ الله أحمد - عبد المجيد عامر - أشرف محروس - تم التصوير الخارجي: بوحدات التصوير المحمولة - إدارة هندسية: منير كفافي - مهندسو الوحدات:هشام عطا - هدير سالم - محمد سعيد - تسجيل فيديو: رفعت حسني - تم تسجيل الموسيقى: بإستيديو إمباير - مهندسين: محمد أبو السعود - مجدي عارف - يوسف ميشيل المصري - مهندس ديكور ثاني: ألفت جودة - تنفيذ الديكور: محمود أبو اليزيد - منفذوا الديكور:محسن محمد إبراهيم - مجدي حسانين حسانين - محمد سعيد فؤاد - سالم عبد العزيز سالم - علي أحمد سليمان - زين العابدين خليفة - تسحيل الديكور:هاشم عبد عبد العزيز أحمد - سعيد أمام مرسي - صالح محمود صالح - عبد النبي عبد المجيد - محمد مرسي - إكسسوار: مسعد عاشور - صلاح رشوان - طارق حسن - جمال خلف - منسق مناظر:عباس صابر - دوائر مغلقة: م. رجب محمد علي - ماكيير:يوسف طه - شريف فهمي - م ماكيير: منى محمد يوسف - كوافير:طه عبد الوهاب - حسن إبراهيم - ملابس: علي أحمد محمد - نعيمة محمد أحمد - خطوط:سيد جاد - مناظر:طه الجنيدي - تصميم الماكيت:سامية جمال الدين - إنتصار مرزوق - فاتن عبد المنعم - سلمى يوسف محمود - التصميم الفني:نبيل الشاذلي - محمد العزب - يسرى مصطفى - مصور فوتوغرافي:قاسم محمد أحمد - ريجيسير:محمد منجي - كلاكيت:أحمد محمود أحمد - م ريجيسير: سعيد فاضل - منفذو الإنتاج:عيد البابلي - محمد نجيب شكوكو - مجدي لطفي - طارق محمود |